# British Whale
British Whale – solowy projekt wokalisty, gitarzysty i klawiszowca Justina Hawkinsa, znanego także z zespołów The Darkness (2000-2006) i Hot Leg (2008-obecnie). 
British Whale reprezentuje gatunek muzyczny synth pop. Wydawcą jest Atlantic Records.

## Historia
Pierwszym singlem British Whale był cover piosenki autorstwa grupy The Sparks, hit "This Town Ain't Big Enough For Both Of Us", wydanej oryginalnie w 1974 roku. W wykonaniu British Whale sięgnął on 6 miejsca na UK Charts. B-sidem do singla jest piosenka "America". 
W maju 2006 British Whale wydał drugi singiel, nieoficjalny hymn na Puchar Świata zatytułowany "England", który jest dostępny tylko do ściągnięcia z sieci. W refrenie można usłyszeć melodię narodowego hymnu Niemiec a tekst odnosi się do przemów premiera Wielkiej Brytanii Winstona Churchilla z czasów II wojny światowej. Wiele osób uważało te wojenne odniesienia za kontrowersyjne, ale oskarżenia o "Wandalskie Ataki" są raczej inwencją twórczą The Sun. Piosenka ma być raczej ironicznym komentarzem co do tego, że "poprawność polityczna jest już przesadzona i totalnie zwariowana" oraz do oskarżeń o nacjonalizm w stosunku do tych, którzy wspierają swoją narodową drużynę piłki nożnej. 
Planowo album miał być wydany już w 2006 roku; spekulowano nawet że tytułem albumy będzie "Pretentious", "Moi?" lub "Wurst Case Scenario", ale ostatecznie Justin Hawkins w wywiadzie z Niemieckim MTV powiedział, że chciałby zatytułować album "Snatching Defeat From The Jaws Of Victory". 
, po opuszczeniu The Darkness w październiku 2006 nie było wiadomo czy Justin będzie jeszcze kontynuował karierę. Niemniej jednak solowy album nadal ma być wydany w przyszłości. Obecnie jednak Justin skupia się na swoim nowym zespole, Hot Leg, którego debiutancki album Red Light Fever ma być wydany w styczniu 2009. 

## Dyskografia

### Single
- This Town Ain't Big Enough For Both Of Us (2005)
- England (2006)